# لوپرسوم
لوپرسوم (به هلندی: Loppersum) یک شهرستان در هلند است که در خرونینگن واقع شده‌است. لوپرسوم ۱ متر بالاتر از سطح دریا واقع شده‌است.

## خواهرخوانده
شهر Hohenhameln خواهرخواندهٔ لوپرسوم هست.